# Szmoljani csata
A szmoljani csata 1812. november 13–14-én zajlott le, Napóleon oroszországi hadjárata során. Az oroszok Peter Wittgenstein tábornok vezetésével legyőzték a Victor és a Nicholas Oudinot  marsall parancsnoksága alatt harcoló francia erőket (Oudinot alatt hollandok is harcoltak az oroszok ellen). Ez a csata volt az utolsó erőfeszítése a franciáknak, hogy ismét kiépítsék az északi, az úgynevezett „Daugava-vonalat”. Korábban, a franciákat már kétszer is legyőzték ebben a szektorban a második polocki és a csasniki csatában .

## Háttér
Victor marsall csasniki csata vereségéből kiindulva, Napóleon császár – aki elkeseredett az északi hadi helyzet és a korábbi polocki francia vereség miatt – elrendelte tábornokának, hogy támadja meg és űzze Wittgenstein seregét vissza.
A szmoljani csata idején a francia császár a szétesőben lévő Grande Armée nyugati, biztonságos elhelyezését tervezte Minszkben. Annak érdekében, hogy végrehajtsa ezt a tervet, a Grande Armee tervezett útvonalán a visszavonulást is biztosítani kellett. Wittgenstein tábornok állásai Bobrujszknál voltak, Csasnikinél csak 40 mérföldre északra. Napóleonnak egy város elfoglalását kellett biztosítani annak érdekében, hogy a legfontosabb francia hadsereget eljuttassa Minszkbe.
Victor, Napóleon parancsára összehangolta a IX. hadtest, a VI. hadtest és a II. hadtest tevékenységét Oudinot marsallal. Az eredeti francia haditerv, Napóleon parancsára és Viktor jóváhagyásával, nem tervezett Wittgenstein elleni frontális támadást, hanem csak egyetlen hadtest támadta volna az oroszok szárnyát, míg a másik hadtest frontális támadást indított volna. Ez a tervet azonban Oudinot sugallatára megváltoztatták, aki úgy gondolta, hogy előnyösebb Wittgensteint frontálisan támadni.

## A csata
A csata előtt a két vezérkar hangulata egymás szöges ellentéte volt: a franciák bizonytalankodtak, a visszavonulást részesítették előnyben, eluralkodott köztük a pesszimizmus. Az oroszok magasabb erkölcsűnek tartották magukat az ellenségnél, tele voltak önbizalommal és büszkeséggel.
A csata november 13-án a közeli Akszenzi falunál kezdődött és a franciák számára szerencsésen alakult. Partenoux tábornok 6 000 fős hadosztálya megtámadta Wittgenstein seregének Alekszejev tábornok vezette előőrsét. Mindkét oldalon kb. 500 fő volt a veszteség, az oroszok kénytelenek voltak visszavonulni Szmoljaniba. Másnap, november 14-én kemény harcok árán Victor marsall 5000 fős csapatai elfoglalták a várost. De a franciák kénytelenek voltak visszavonulni, mert Wittgenstein jobb szárnya ellentámadást indított és kiverték a franciákat a városból. Közben egy kisebb különítmény Pocsavizinél sikeresen lekötötte Oudinot erőit, aki így nem tudott Victor segítségére sietni. Mindkét fél visszatért eredeti pozíciójába, körülbelül ugyanakkora, 3000 fős veszteséggel. A következő napon, 15-én Victor visszavonult 20 mérföldnyire, dél felé. Cserejához.

## Következmények
Wittgenstein nem fogott bele azonnal a legyőzött ellenség üldözésébe. Győzelme után tartalékolta erőit, hogy akkor támadja meg a Grande Armée-t, amikor az áthaladt Bobron, csak 40 mérföldre délre az ő csasniki pozícióitól. Victor és Oudinot visszavonulása komoly veszélyt jelentett a nagy hadseregre, ez újabb súlyos csapás volt Napóleon számára. A szmoliani vereség a franciák minden reményét szétzúzta, hogy helyreállítsák az északi „Daugava-vonalat”, a Daugava (Dvina) folyó mentén.

## Fordítás
- Ez a szócikk részben vagy egészben  a   Battle of Smoliani című angol Wikipédia-szócikk fordításán alapul.  Az eredeti cikk szerkesztőit annak laptörténete sorolja fel. Ez a jelzés csupán a megfogalmazás eredetét és a szerzői jogokat jelzi, nem szolgál a cikkben szereplő információk forrásmegjelöléseként.